# Burak Can
Burak Can (* 21. Dezember 1996 in Istanbul) ist ein türkischer Schauspieler.

## Leben und Karriere
Burak Can wurde am 21. Dezember 1996 in Istanbul geboren. Er studierte an der İstanbul Aydın Üniversitesi. Sein Debüt gab er 2010 in der Fernsehserie Gönül Ferman Dinlemiyor. Von 2011 bis 2012 war er in Al Yazmalım zu sehen. Zwischen 2014 und 2015 trat Can in der Serie Yılanların Öcü auf. 
2018 bekam er in dem Film Keşif die Hauptrolle. Im selben Jahr setzte er seine Karriere in Darısı Başımıza fort. Außerdem wurde Can 2019 für die Serie Kuzey Yildızı gecastet. Unter anderem spielte er 2022 in Duy Beni die Hauptrolle.

## Filmografie
Filme
- 2015: Nadide Hayat
- 2018: Keşif

Serien
- 2011–2012: Al Yazmalım
- 2013: Sana Bir Sır Vereceğim
- 2014–2015: Yılanların Öcü
- 2017: İçimdeki Fırtına
- 2018: Darısı Başımıza
- 2019–2021: Kuzey Yildızı
- 2022: Duy Beni
- 2023: Rumi